# Pello Salaburu
Pello Salaburu Etxeberria (Arizkun, Navarra, 3 de julio de 1951) es un filólogo, lingüista, catedrático y escritor español.

## Biografía
Estudió ciencias políticas y sociología en la Universidad de Deusto. Después se licenció en filología vasca en la misma universidad. Amplió estudios en la Universidad de Nuevo México, la Universidad de Cornell y el MIT. En el año 1981 se le concedió la Beca Fulbright para cursar su estudios de doctorado en el MIT.
Presentó su tesis doctoral en la Universidad del País Vasco (UPV/EHU) bajo la dirección de Koldo Mitxelena. Es catedrático de Filología Vasca y fue rector de la UPV/EHU entre 1996 y 2000. Pertenece a la Real Academia de la Lengua Vasca, en donde coordina los trabajos del diccionario unificado y preside la comisión de gramática. Pertenece también a la Academia Europea de Ciencias y Artes y al Advisory Board del Center for Basque Studies (CBS) de la Universidad de Nevada, Reno (UNR). Es presidente de la sociedad KLASIKOAK, que ha publicado más de un centenar de traducciones a la lengua vasca de obras clásicas del pensamiento universal. Es coeditor de la serie Basque Classics, de UNR. Es también miembro del Club de Roma, de la RSBAP, pertenece al Consejo Asesor de la Cátedra UNESCO de Gestión y Política Universitaria de la Universidad Politécnica de Madrid, y es miembro del Consejo Asesor del Euskera del Gobierno Vasco.

## Obra

### Obras en el campo de la lingüística vasca
- Edición crítica de la obra de Joan Errea Aita deitzen zen gizona (A man called aita) (2016)
- Writing Words: The Unique Case of Standardization in Basque (2015)
- Baztango mintzoa: gramatika eta hiztegia (2005)
- Hizkuntz teoria eta Baztango euskalkia: fonetika eta fonologia. Arau fonologikoak (1984)
- Hizkuntz teoria eta Baztango euskalkia: fonetika eta fonologia. Hizkuntzaren soinu-egitura (1984)
- Ikaslearen esku-gramatika (1981)
- Baztango euskalkiaz (1980)

### Ensayos en lengua vasca
- Errateko nituenak: Cuzkoko kronika (2014)
- Euskararen etxea (2002)
- XX. Mendearen argi-itzalak (2001)
- Euskara hobean hobe (1984)

### Obras como coautor sobre lingüística vasca
Tiene más de una veintena de libros sobre lingüística escritos en colaboración con otros especialistas. Destacan los siete tomos de Euskal Gramatika: Lehen Urratsak (EGLU) (publicados por la Real Academia de la Lengua Vasca entre 1985 y 2011); la coedición Espezialitateko Hizkerak eta Terminologia II (Euskara estandarra eta espezialitate hizkerak), 2008, Bilbo, y libros como Of Minds an Language. A dialog with Noam Chomsky in the Basque Country, 2009, Oxford University Press (Editores: Massimo Piattelli-Palmarini, Juan Uriagereka, Pello Salaburu); Euskal Gramatika Laburra: Perpaus Bakuna, 1993 y Sintaxi teoria eta euskara, 1989, entre muchos otros. Es coautor también de un diccionario vasco en red: Hiztegi Batua Euskal Prosan, 2008, UPV/EHU, así como de varios corpus lingüísticos: Hizkuntzen Arteko Corpusa (HAC), 2015, UPV/EHU, Egungo Testuen Corpusa (ETC), 2013, UPV/EHU, Euskal Klasikoen Corpusa Corpusa (ETC), 2013, UPV/EHU, Pentsamenduaren Klasikoak Corpusa (PKC), 2011, UPV/EHU, entre otros.

### Artículos sobre la lengua vasca
Es autor de numerosos artículos sobre gramática y lengua vasca. Entre otros: “Mitxelena, Selected Writings of a Basque Scholar” (introducción a la Antología de Mitxelena en inglés), 2008; “Hiztegi kontuak Baztan aldean”, in Gramatika jaietan, Patxi Goenagaren omenez, Lakarra-Artiagoitia ed., 2008;“Foreword”, in Standard Basque: A Progressive Grammar, R. de Rijk, 2008; “Baztango mintzoa dela eta, ohar bat”, in Iker-21, 2008; “EGO proiektua zertan den”, 2007; “Pentsamenduaren Klasikoak Euskaraz”, SENEZ, 2007; “Euskal gramatika orotarikoa”, in Euskera 2005-; “Berriz ere Laphitzen eta euskara batuaren inguruan”; 2005, “Euskara batua eta Laphitzen euskara eredua” Euskera, 2, 50. liburukia 533-545, Erabili.com 11-10-2005; 2003, “Euskara maila guztietara hedatzeak kostua izan du”; 2003, “Hizkuntza kontuetan sinbolismoak indar gehiegi du”; “Rudolf de Rijk, euskaldunen Holandako adiskidea (1937-2003)” 2003; “Hausnarketa batzuk euskararen egoeraren inguruan” in X. Artiagoitia, P. Goenaga y J. Lakarra (ed) Erramu Boneta: Festschrift for Rudolf P.G. de Rijk, p. 583-597, 2002, Bilbao: UPV/EHU; 1991, "Bonaparte, Forerunner of modern dialectology" EUSKERA, p. 415-421; 1991, “Baztango hizkeraz ohar batzuk” 2002; "Euskal perpausa: zenbait ohar sintaxi eta mintzagai egiturez", Memoriae L. Mitxelena Magistri Sacrum 1991; "Euskararen konfigurazionalitateaz", Patxi Altunari Omenaldia, 1990; "El movimiento de las frases-Qu y el foco en vasco", Fontes linguae vasconum: Studia et documenta, 1989 (en 1990 también en: Estudios de lingüística de España y México, V. Demonte y B. Garza (ed), UNAM y El Colegio de México, p. 525-551); 1987, "Baztango euskalkiaz: Elizondoko beste doktrina bat", in ASJU XX-1, p. 453-475 or.; "Euskal perpausaren egitura" in Euskal Morfosintaxia eta fonologia: Eztabaida gaiak (p. 103-129); "Baztango euskalkiaz: Elizondoko Doktrina bat", 1986; "Normalización lingüística en el sistema educativo de Navarra", in P. Zabaleta, Euskal Irakaskuntza Nafarroan. Normalizaziorako oinarriak, 1986; "La teoría del Ligamiento en la Lengua Vasca", ASJU 1986; "Uztarduraren teoria" in Euskal sintaxiaren zenbait arazo, 1985; "La Lingüística de Mario Bunge", ASJU, 1985; "Mario Bungeren hizkuntzalaritza", EUSKERA XXX, 1985.

### Obras sobre cuestiones universitarias
Además de la lingüística vasca, ha realizado investigaciones sobre la organización de los sistemas universitarios en el mundo:
- España y el Proceso de Bolonia: un encuentro imprescindible (2011) (Colaboradores: Guy Haug, José Ginés Mora)
- La universidad en la encrucijada: Europa y EEUU (2007) (Colaboradores: Marta Moreno, Ludger Mees y Juan Ignacio Pérez)
- La Universidad en la encrucijada: Europa y EEUU (Resumen ejecutivo y conclusiones) (2006)
- Sistemas universitarios en Europa y EEUU (2003) (Autores: Pello Salaburu, Ludger Mees, Juan Ignacio Pérez)
- Unibertsitatea eta euskal gizartea, gaur (2003)(Autores: Juan Ignacio Pérez, Pello Salaburu)

### Artículos sobre universidad
Sobre esa cuestión ha publicado varios artículos. Entre otros: “Universidad: Europa vs. EEUU” (2008); “Cuestión de horas...”, 2007, (ISSN 1988-236X); “Las ayudas a estudiantes universitarios: EEUU y Europa”, 2007 (ISSN 1988-236X); “El modelo de universidad americana, ¿es un referente para Europa?”, 2006, en F. Toledo, E. Alcón y F. Michavila (Ed).
Colabora de forma habitual con artículos de opinión en la prensa diaria vasca, en castellano y en lengua vasca.